# راكشاسا
راكشا (بالإنجليزية: Rakshasa)‏ هو كائن أسطوري اشتهر في منطقة سريلانكا والأساطير الهندوسية والثقافة الدينية البويذية. يشتهر بخداعه الأطفال لكنه لا يقتلهم. لديه أظافر سامة ويتغذى على القاذورات. يقتل بطريقة وحشية مخادع متلاعب غامض حاقد.

## معنى الاسم
راكشا تعني عملاق أو هالة أو الوحش حتي في اللغة الماليزية والاندونيسية "Raksasa" تعني العملاق.

## معلومات عنه
- ينام على القاذورت.
- له أظافر سامة وهي سلاحه.

## كيفية قتله
يمكن قتله عن طريق طعنه بسكين مصنوعة من النحاس.